# Godfrey Tearle
Godfrey Seymour Tearle (12 de octubre de 1884 – 9 de junio de 1953) fue un actor teatral y cinematográfico británico, conocido por encarnar a personajes que representaban al hombre inglés por excelencia. 

## Biografía
Nacido en la ciudad de Nueva York y educado en Inglaterra, era hijo del actor y director británico George Osmond Tearle y de la actriz estadounidense Marianne Conway. Era hermano del actor Malcolm Tearle y medio hermano paterno de la estrella del cine mudo Conway Tearle. 
En 1893 debutó como actor teatral interpretando al joven Príncipe Ricardo, Duque de York, en la producción que su padre hizo de Ricardo III, y en 1908 actuó en su primer Romeo y Julieta, con el papel de Romeo. Llegó a ser un destacado actor de Shakespeare, haciendo los papeles titulares de Otelo, Macbeth, y Enrique V. Sin embargo, su carrera teatral se vio interrumpido al haber de servir durante cuatro años en la Royal Artillery como consecuencia de la Primera Guerra Mundial. 
Más adelante Tearle debutó en el circuito de Broadway con Carnival, en 1919. Otras obras en las que actuó en Broadway fueron The Fake (1924), The Flashing Stream (1939), y Antonio y Cleopatra (1947).
Uno de los papeles más destacados de Tearle para el cine fue el que hizo en el film de Alfred Hitchcock The 39 Steps (1935), en el cual interpretaba al Profesor Jordan. También encarnó a un miembro de la RAF en One of Our Aircraft Is Missing (1942), a un General alemán en Undercover (1943), a un veterano de la Primera Guerra Mundial en Medal for the General (1944), y a Franklin D. Roosevelt en The Beginning or the End, un drama de MGM rodado en 1946 sobre el Proyecto Manhattan.

## Vida personal
Tearle fue nombrado caballero en las ceremonias de celebración del cumpleaños de la Reina en 1951, en reconocimiento a su dedicación al mundo del teatro.
Tearle se casó tres veces: primero con la actriz Mary Malone, con la que estuvo casado desde 1909 hasta su divorcio en 1932; después con la joven estrella Stella Freeman desde 1932 hasta la súbita muerte de ella en 1936; y, finalmente, con Barbara Palmer desde 1937 hasta su divorcio.
Sir Godfrey Tearle falleció en 1953 en Londres, Inglaterra. Tenía 68 años de edad. 

## Filmografía parcial
- Queen's Evidence (1919)
- Salome of the Tenements (1925)
- If Youth But Knew (1926)
- Guy of Warwick (1926)
- One Colombo Night (1926)
- Infatuation (1930)
- These Charming People (1931)
- The Shadow Between (1931)
- Puppets of Fate (1933)
- Jade (1934)
- The 39 Steps (1935)
- Tomorrow We Live (1936)
- The Last Journey (1936)
- East Meets West (1936)
- One of Our Aircraft Is Missing (1942)
- Tomorrow We Live (1943)
- Undercover (1943)
- The Lamp Still Burns (1943)
- Medal for the General (1944)
- The Rake's Progress (1945)
- The Beginning or the End (1947)
- Private Angelo (1949)
- White Corridors (1951)
- Mandy (1952)
- Decameron Nights (1953)
- The Titfield Thunderbolt (1953)